# ボーイ・ミーツ・ガール (音楽ユニット)
ボーイ・ミーツ・ガールは、日本のポエトリーリーディング音楽ユニット。
所属レーベルはミディ。

## 概要
- 1988年、坂本龍一のFM番組『不思議の国の龍一』でデモテープ大賞を受賞したことがきっかけでデビュー[2]。
- 2019年現在、7枚のアルバムをリリース。
- 2005年にアルバム『Childernバサミ』を発売して以降は、それぞれソロでの活動が主となっている。

## メンバー
尾上 文（おのえ ぶん、1956年3月12日 -）
作詞・ボーカル担当、詩人
北海道札幌市出身。2007年にこなかりゆと結婚。
今井 忍（いまい しのぶ、1955年3月29日 -）
作曲・編曲担当、サウンドクリエーター
大阪府大阪市出身。

## アルバム
| #   | 発売日         | タイトル                                    | 規格品番  | 発売元 |
| --- | -------------- | ------------------------------------------- | --------- | ------ |
| 1st | 1988年6月21日  | ボーイ・ミーツ・ガール                      | MID-1601  | ミディ |
| 2nd | 1989年9月5日   | ボーイ・ミーツ・ガール2                     | MID-1602  | ミディ |
| 3rd | 1990年5月21日  | ボーイ・ミーツ・ガール3                     | MID-1603  | ミディ |
| 4th | 2000年9月1日   | ALL STORY MUSIC                             | MDCL-1391 | ミディ |
| 5th | 2000年9月1日   | ALL STORY MUSIC (HOME GROWN)                | MDCL-1392 | ミディ |
| 6th | 2000年10月31日 | “Sure!” “So、Which language do you prefer?” | MDCL-1399 | ミディ |
| 7th | 2005年10月19日 | Childernバサミ                              | MDCL-1470 | ミディ |

## 楽曲提供
| アーティスト名      | 曲名                     | 備考                                                                                    |
| ------------------- | ------------------------ | --------------------------------------------------------------------------------------- |
| 上原さくら          | ホワイ                   | 作詞：尾上文 & こなかりゆ テレビ朝日系『オ・ト・ナにして フクチャン』オープニングテーマ |
| 上原さくら          | SHOPPING                 | 作詞：尾上文 & こなかりゆ                                                               |
| 上原さくら          | 世界の半分は女の子       | 作詞：尾上文 & こなかりゆ 作曲：今井忍                                                  |
| 上原さくら          | GIRLS THINK              | 作詞：尾上文 & こなかりゆ 作曲：今井忍                                                  |
| 上原さくら          | あなたには、わたしが必要 | 作詞：尾上文 & こなかりゆ                                                               |
| 上原さくら          | しあわせなヒッピー       | 作詞：尾上文 & こなかりゆ                                                               |
| 上原さくら          | 六月になったら           | 作詞：尾上文 作曲：今井忍                                                               |
| 上原さくら          | THAT GIRL                | 作詞：尾上文                                                                            |
| 沢田研二            | DOWN                     | 作詞：尾上文                                                                            |
| JUNNA               | コノユビトマレ           | 作詞：尾上文 テレビアニメ『賭󠄀ケグルイ××』オープニングテーマ                             |
| 高橋洋子            | あの頃に待ち合わせよう   | 作詞：尾上文 作曲：今井忍 テレビ朝日系『オ・ト・ナにして』挿入歌                        |
| 高橋洋子            | 私をみつけて             | 作詞：尾上文                                                                            |
| 高橋洋子            | 未来がなつかしい         | 作詞：尾上文                                                                            |
| 高橋洋子            | 涙がこぼれる             | 作詞：尾上文                                                                            |
| 高橋洋子            | GLORY                    | 作詞：尾上文                                                                            |
| 高橋洋子 & 行天正恭 | 美しい人                 | 作詞：尾上文 TBS系連続テレビドラマ『美しい人』イメージソング                            |
| 中島愛              | 愛の重力                 | 作詞：尾上文                                                                            |